# The Clans Will Rise Again
The Clans Will Rise Again п'ятнадцятий альбом німецького хеві-метал гурту Grave Digger. Він є вільним продовженням альбому Tunes of War album. Вийшов 1 жовтня 2010 року. Це також перший альбом в якому взяв участь гітарист Аксель Рітт.

## Список композицій
Усю музику написали Болтендаль/Рітт/Бекер. Усі тексти — Болтендаль
1. Days Of Revenge (Intro) — 1:58
2. Paid In Blood — 3:58
3. Hammer Of The Scots — 4:02
4. Highland Farewell — 4:08
5. The Clans Will Rise Again — 5:01
6. Rebels — 4:41
7. Valley Of Tears — 4:09
8. Execution — 4:46
9. Whom The Gods Love Die Young — 6:12
10. Spider — 3:19
11. The Piper McLeod — 0:49
12. Coming Home — 4:23
13. When Rain Turns To Blood — 6:14
14. Watch Me Die (Bonus Track) — 3:55

## Учасники
- Кріс Болтендаль — соло- і бек-вокал
- Аксель Рітт — гітара і бек-вокал
- Єнс Бекер — бас-гітара
- Штефан Арнольд — ударні
- Ханс H.P. Катценбург- клавішні

## Чарти
| Чарт                | Найвища позиція |
| ------------------- | --------------- |
| German Albums Chart | 28              |